# Fraunhofer-Gesellschaft

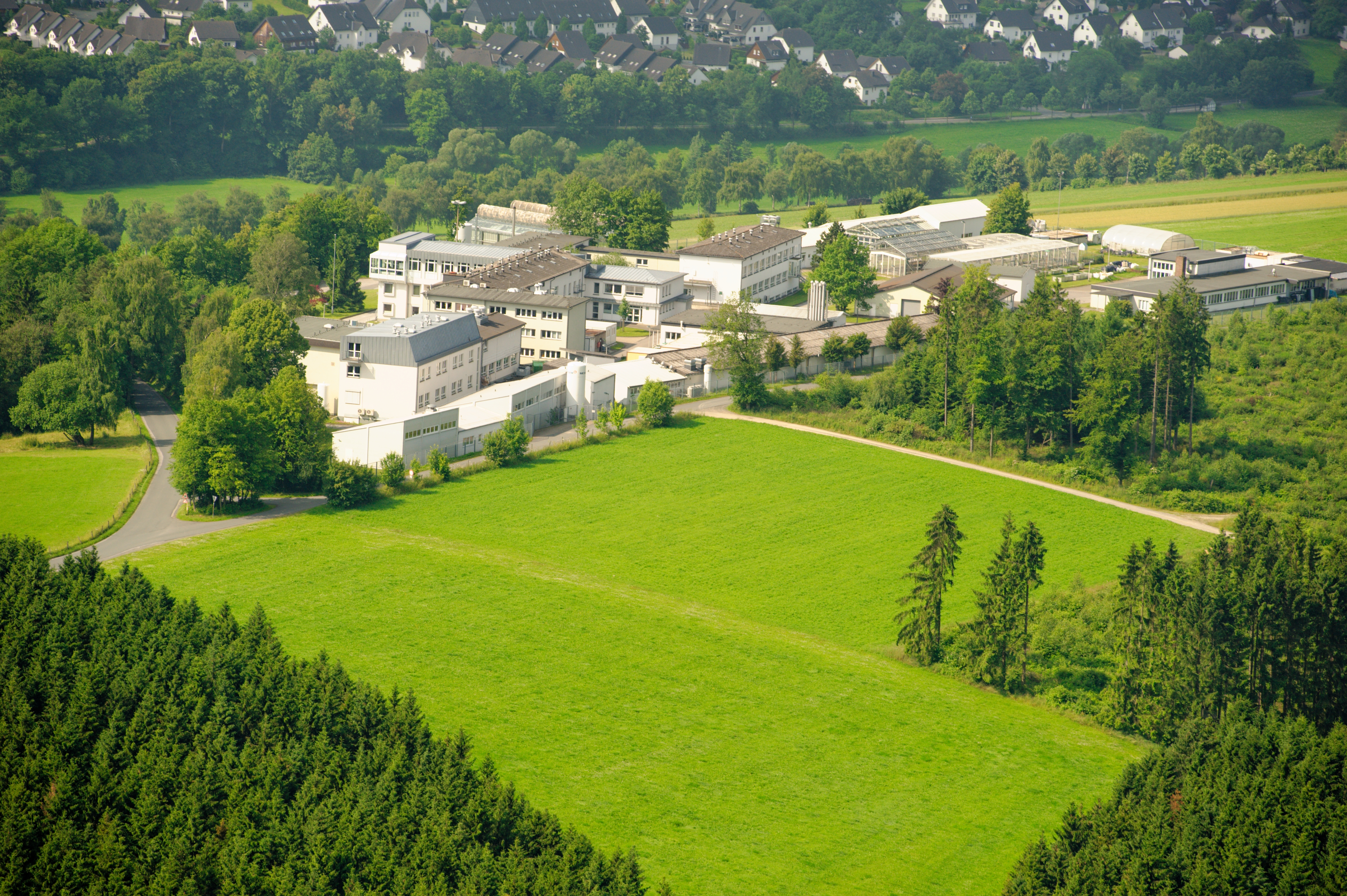
Fraunhofer-Institut Schmallenberg

La Fraunhofer-Gesellschaft (nome completo Fraunhofer-Gesellschaft zur Förderung der angewandten Forschung e. V. - in italiano "società Fraunhofer per lo sviluppo della ricerca applicata") è un'organizzazione tedesca che raccoglie 76 istituti di scienza applicata in Germania al 2023 ed è  intitolata al fisico e astronomo Joseph von Fraunhofer.
È membro dell'Istituto europeo per le norme di telecomunicazione (ETSI).

## Storia
A partire dal 1973 il Fraunhofer viene finanziato per il 30% circa da fondi pubblici (governo federale e governi locali), il 35% circa deriva da bandi di ricerca e contratti col governo federale e i governi locali, mentre il 25% circa da contratti con industrie per progetti di ricerca applicata, sia a livello nazionale che internazionale. 

Al 2023 vi lavoravano circa 32.000 tra ricercatori e ingegneri, con un budget di ricerca annuo di circa 3,4 miliardi di euro.

## Istituti Fraunhofer
Esistono 76 Istituti Fraunhofer in Germania al 2023, tra cui i seguenti:
- Algoritmi – SCAI
- Informatica applicata  – FIT
- Ottica applicata e ingegneria di precisione – IOF
- Ricerca applicata sui polimeri – IAP
- Fisica dello stato solido – IAF
- Ingegneria biomedica – IBMT
- Sistemi e tecnologie ceramiche – IKTS
- Tecnologia chimica – ICT
- Sistemi di comunicazione – ESK
- Computer Grafica Research – IGD
- Digital Media Technology – IDMT
- Electron and Plasma Technology – FEP
- e-Government – Fraunhofer eGovernment Center
- Ambiente, tecnologia per l´ambiente e la sicurezza – UMSICHT
- Fisica delle alte frequenze e tecnologie radar - FHR
- Ingegneria industriale – IAO
- Matematica industriale – ITWM
- Circuiti Integrati – IIS
- Tecnologie laser – ILT
- Meccanica dei materiali – IWM
- Visualizzazione medica  – MEVIS
- Circuiti e sistemi microelettronici – IMS
- Biologia molecolare ed ecologia applicata – IME
- Telecomunicazioni, Heinrich-Hertz-Institut – HHI
- Centro brevetti per la ricerca tedesca – PST
- Microsistemi fotonici – IPMS
- Tecnologia per le misure fisiche – IPM
- Tecnologie al silicio Technology – ISIT
- Energia solare – ISE
- Analisi dei trend tecnologici – INT
- Tossicologia e medicina sperimentale – ITEM Archiviato il 28 giugno 2009 in Internet Archive.
- Trasporti e Infrastrutture – IVI
- Energia eolica  – IWES

## Istituti Fraunhofer USA
Sette istituti sono in territorio USA:
- Laser e Coating – CCL
- Ingegneria del software – CESE
- Tecnologie laser – CLT
- Biotecnologie molecolari – CMB
- Manufacturing Innovation – CMI
- Sistemi per l´energia sostenibile – CSE
- Tecnologie per i media digitali – DMT

## Istituti Fraunhofer Italia
Il 21 dicembre 2009 a Bolzano è stata inaugurata la sede italiana dell'istituto, di cui fa parte l'Innovation Engineering Center (IEC) che ha sede nella città alto-atesina. Esso è attivo in diversi settori con accento sulla digitalizzazione e sostenibilità industriale.

## Risultati notevoli
- L'algoritmo di compressione MP3 è stato sviluppato e brevettato dall'Istituto Fraunhofer IIS.[6][7]